# 자카리아 시하브
자카리아 시하브(아랍어: زكريا شهاب,‎ 1926년 3월 5일~1984년 11월 1일)는 레바논의 전직 레슬링 선수이다. 1952년 하계 올림픽 그레코로만형 밴텀급에서 은메달을 획득하여 레바논 최초의 올림픽 메달리스트가 되었다.

## 경력
당시 프랑스의 위임통치령이었던 베이루트의 부촌인 라스베이루트에서 태어났다. 레슬링 선수를 하기 전에는 유소년 축구 선수로 활동했으며 네지메 SC에서 골키퍼로 뛰기도 했다.
1950년부터 레바논 국가대표로 활동하기 시작했으며 1952년에 핀란드 헬싱키에서 열린 1952년 하계 올림픽에 참가했다. 그는 남자 그레코로만형 밴텀급에 출전했으며 헝가리의 호도시 임레의 뒤를 이어 은메달을 획득했다. 그는 레바논 최초의 올림픽 메달리스트가 되었다.
1955년 지중해 게임에서 동메달을 획득한 후 현역에서 은퇴했고 쿠웨이트로 이주하여 그 곳에서 살았다.